# 阿尔尼阿霍
阿尔尼阿霍（芬蘭語：Aarniaho）是主要使用于芬兰的芬蘭語姓。以下知名人物使用此姓：
- 维尔霍·阿尔尼阿霍（芬蘭語：Vilho Aarniaho）（1907年7月16日－1993年5月5日），芬兰科幻作家。